# Équipe cycliste Kaunas
L'équipe cycliste Kaunas est une équipe cycliste lituanienne, ayant le statut d'équipe continentale depuis 2022.

## Classements UCI
L'équipe participe aux épreuves des circuits continentaux et en particulier de l'UCI Europe Tour. Les tableaux ci-dessous présentent les classements de l'équipe sur les différents circuits, ainsi que son meilleur coureur au classement individuel.
UCI Europe Tour
| UCI Europe Tour | UCI Europe Tour        | UCI Europe Tour                           | UCI Europe Tour |
| Année           | Classement par équipes | Meilleur coureur au classement individuel |                 |
| --------------- | ---------------------- | ----------------------------------------- | --------------- |
| 2022            | 116e                   | Venantas Lašinis (468e)                   |                 |
| 2023            | 70e                    | -                                         |                 |
|                 |                        |                                           |                 |
| Source : UCI    |                        |                                           |                 |

L'équipe est également classée au Classement mondial UCI qui prend en compte toutes les épreuves UCI et concerne toutes les équipes UCI.
| Classement mondial | Classement mondial     | Classement mondial                        | Classement mondial |
| Année              | Classement par équipes | Meilleur coureur au classement individuel |                    |
| ------------------ | ---------------------- | ----------------------------------------- | ------------------ |
| 2022               | 68e                    | Venantas Lašinis (374e)                   |                    |
| 2023               | 128e                   | Venantas Lašinis (689e)                   |                    |
|                    |                        |                                           |                    |
| Source : UCI       |                        |                                           |                    |

## Kaunas Cycling Team en 2022[1]
| Cycliste             | Date de naissance | Nationalité | Équipe 2021                   |  |
| -------------------- | ----------------- | ----------- | ----------------------------- |  |
| Mantas Balčiūnas     | 19 janvier 1997   | Lituanie    |                               |  |
| Remi De Mey          | 31 décembre 2001  | Belgique    |                               |  |
| Mantas Januškevičius | 29 avril 1999     | Lituanie    | Lviv Continental Cycling Team |  |
| Artūras Kazakevičius | 6 septembre 1992  | Lituanie    |                               |  |
| Aristidas Kelmelis   | 27 février 2000   | Lituanie    |                               |  |
| Venantas Lašinis     | 26 février 1997   | Lituanie    | Lviv Continental Cycling Team |  |
| Denas Masiulis       | 22 novembre 1999  | Lituanie    |                               |  |
| Itai Oshri           | 18 juillet 2003   | Lituanie    |                               |  |
| Gustas Raugala       | 9 novembre 2001   | Lituanie    |                               |  |
| Valdas Šakūnas       | 9 mars 2002       | Lituanie    |                               |  |
| Martynas Tomkus      | 15 juillet 2002   | Lituanie    |                               |  |
| Deividas Valiūnas    | 16 avril 1997     | Lituanie    |                               |  |